# Нор-Кесарія
Нор-Кесарія (вірм. Նոր Կեսարիա) — село в марзі Армавір, на заході Вірменії. Село лежить за 15 км на південний захід від міста Армавір, за 2 км на захід від села Шенаван та за 5 км на південь від села Ушакерт. Село засноване в 1949 р. як державна ферма для вироблення олії з герані.